# Ca l'Argemí
|  | No s'ha de confondre amb Ca l'Argemí (Breda). |

|  | No s'ha de confondre amb Ca n'Argemí. |

Ca l'Argemí és un edifici d'habitatges al Carrer Major del centre de Terrassa protegit com a bé cultural d'interès local. La construcció de l'edifici data de l'any 1942 sota disseny de l'arquitecte Ignasi Escudé. És un dels grans edificis bastits al Carrer Major després del seu eixamplament l'any 1927.

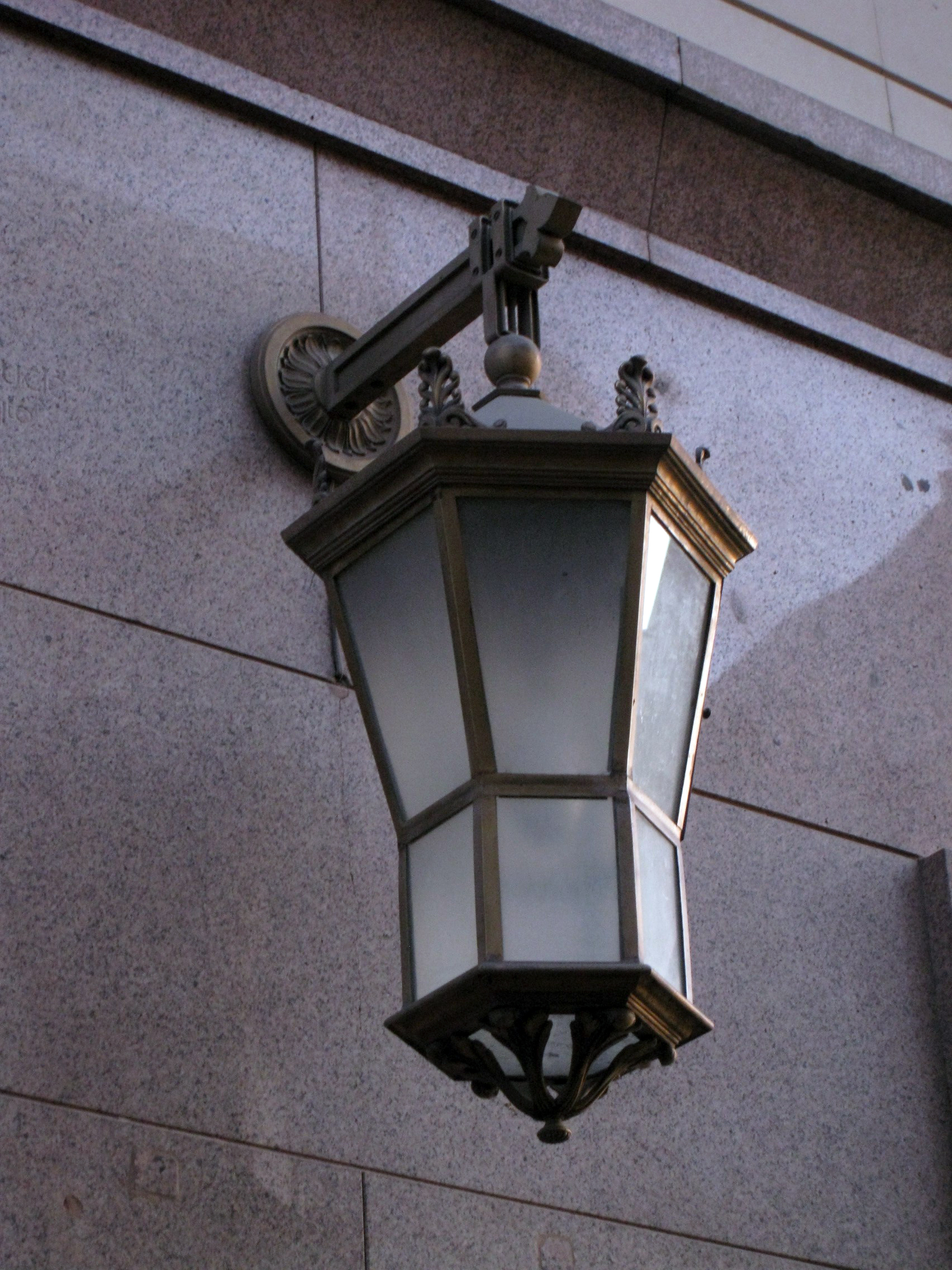
Fanal vora l'entrada del Carrer Major

És un gran edifici de planta quadrangular, a la cantonada entre el Carrer Major i el Carrer del Forn. És format per planta baixa i quatre pisos. Les façanes mostren una composició simètrica. La planta baixa té un tractament diferent de la resta de l'edifici, a tall de basament. La diferenciació és remarcada per una línia d'imposta. La façana principal té un cos de tribunes sobresortint respecte del pla de façana, que abasta els pisos segon i tercer. Les finestres del primer pis són quadrades, i al quart pis hi ha balcons d'arc de mig punt. Els paraments són revestits de pedra artificial.